# Meselatus fasciatipennis
Meselatus fasciatipennis är en stekelart som beskrevs av Girault 1929. Meselatus fasciatipennis ingår i släktet Meselatus och familjen fikonsteklar. Inga underarter finns listade i Catalogue of Life.